# Old Soul
Old Soul är ett album av den nederländske soulsångaren Clarence Milton Bekker, utgivet 2012. Albumet är utgivet på etiketten Concord, och producerat av Mark Johnson och Reggie McBride.

## Låtlista
1. Any Other Way
2. Yes We Can Can
3. One More Heartache
4. I Wish Someone Would Care
5. Who Is He (And What Is He To You)
6. Try A Little Tenderness
7. Everybody Loves A Winner
8. Tomorrow's Dream
9. Can't Help But Love You
10. Shine On Me
11. Hold On, I'm Coming